# Katcha
Katcha (en ukrainien et en russe : Кача ; en tatar de Crimée : Qaçı) est une commune urbaine de Crimée, qui fait partie de la municipalité de Sébastopol, en Ukraine. Elle est occupée par la Russie depuis 2014. Sa population s'élevait à 5 173 habitants en 2012.

## Géographie
Katcha est située à l'ouest de la péninsule de Crimée, au bord de la mer Noire, à 19 km — 28 km par le chemin de fer — au nord de Sébastopol. 

## Histoire
Le 8 novembre 1910, une école de pilotes militaires fut ouverte à Sébastopol, une des deux premières de Russie, l'autre étant à Gatchina, près de Saint-Pétersbourg. Un peu plus tard, elle fut transférée sur un terrain de la région de Koulikova, près de la rivière Katcha. Une petite agglomération commença alors à s'y développer sous le nom de Katcha. Dans les années 1930, le Collège militaire de l'Air de Katcha forma de nombreux pilotes soviétiques, dont certains s'illustrèrent pendant la Seconde Guerre mondiale et devinrent des Héros de l'Union soviétique.
Depuis l'indépendance de l'Ukraine, en 1991, Katcha est une base de l'aviation navale russe de la mer Noire (Aviatsiia Voïenno-Morskoïo Flota ou AV-MF). Deux unités y sont basées avec des appareils destinés à la lutte anti sous-marine, au transport, aux liaisons et au sauvetage (avions An-12, hydravions Be-12 et hélicoptères Ka-27, Mi-6, Mi-8 et Mi-14) .

## Population
Recensements (*) ou estimations de la population
| 1926* | 1939* | 1959* | 1970* | 1979* |
| ----- | ----- | ----- | ----- | ----- |
| 366   | 2 834 | 2 488 | 1 849 | 4 488 |

| 1989* | 2001* | 2010  | 2011  | 2012  |
| ----- | ----- | ----- | ----- | ----- |
| 5 783 | 6 320 | 5 229 | 5 174 | 5 173 |